# Stegobolus berkeleyanus
Stegobolus berkeleyanus är en lavart som beskrevs av Mont. Stegobolus berkeleyanus ingår i släktet Stegobolus och familjen Graphidaceae.   Inga underarter finns listade i Catalogue of Life.